# Eulerjeva medalja
Eulerjeva medalja je znanstvena nagrada, imenovana po švicarskem matematiku, fiziku in astronomu Leonhardu Eulerju, ki jo vsako leto podeljuje Inštitut za kombinatoriko in njeno uporabo (ICA) iz kanadskega Winnipega še raziskovalno dejavnim matematikom z uglednim življenjskim prispevkom h kombinatoričnim raziskavam.

## Seznam prejemnikov
- 1993: Claude Berge  Francija, Ronald Lewis Graham  ZDA
- 1994: Joseph A. Thas  Belgija
- 1995: Hanfried Lenz  Nemčija
- 1996: Jack Hendricus van Lint  Nizozemska
- 1997: ni podeljena
- 1998: Peter Ladislaw Hammer  ZDA, Anthony Hilton (ZK)
- 1999: Dwijendra Kumar Ray-Chaudhuri  ZDA
- 2000: Richard Anthony Brualdi  ZDA, Horst Sachs  Nemčija
- 2001: Spyros Magliveras  ZDA
- 2002: Herbert Saul Wilf  ZDA
- 2003: Peter Jephson Cameron  Združeno kraljestvo, Charles Colbourn  ZDA
- 2004: Doron Zeilberger  Izrael, Zhu Lie  Ljudska republika Kitajska
- 2005: Ralph Jasper Faudree  ZDA, Aviezri Fraenkel  Izrael
- 2006: Clement W.H. Lam (Kanada), Nick Wormald (Kanada)
- 2007: Stephen Milne  ZDA, Heiko Harborth  Nemčija
- 2008: Gabor Korchmaros  Madžarska